# Selma Pettersen
Selma Pettersen (21 februari 2003) is een voetbalspeelster uit Noorwegen. Ze speelt als verdediger voor Vålerenga IF in de Toppserien.
Selma Pettersen speelde in haar jeugdjaren voor Kjelsås Fotball en Lyn Fotball. Daarna kreeg ze veel met blessureleed te maken en moest ze verschillende testen doen voordat ze door de medische keuring kon komen en kon tekenen in 2020 bij Kolbotn Fotball uitkomend op het hoogste Noorse voetbalniveau, de Toppserien. In mei 2021 maakte Pettersen haar debuut in de Toppserien in het uitduel tegen Rosenborg BK. Door doelpunten van Emilie Bragstad, Julie Blakstad en Lisa-Marie Utland werd dit duel met 3-0 verloren. In de tweede helft van het 2021 seizoen werd Pettersen verhuurd aan Øvrevoll Hosle IL, dat uitkomt in de tweede divisie van Noorwegen.
In december 2021 tekende Pettersen voor twee jaar bij Stabæk IF. Voor deze club kwam ze twee seizoen uit waarin ze 35 wedstrijden speelde.
In 2022 werd Pettersen opgenomen in een lijst van Aftenposten van grootste talenten in Noorwegen.
In juli 2023 maakte Pettersen de overstap naar de Noorse topclub Vålerenga IF waar ze voor twee jaar tekende. Voor Pettersen was het een droom die uitkwam om te tekenen bij de club waar ze als kind al fan van was. In het 2023 seizoen wist Pettersen landskampioen te worden met Vålerenga IF op 11 november 2023 door haar oude club Stabæk IF met 3-1 te verslaan.

## Statistieken[8]
| Seizoen    | Club              | Land      | Competitie     | Wedstrijden | Doelpunten |
| ---------- | ----------------- | --------- | -------------- | ----------- | ---------- |
| 2020-2021  | Kolbotn IF        | Noorwegen | Toppserien     | 7           | 0          |
| 2021       | Øvrevoll Hosle IF | Noorwegen | Tweede divisie | 6           | 0          |
| 2022-2023  | Stabæk IF         | Noorwegen | Toppserien     | 35          | 1          |
| 2023-heden | Vålerenga IF      | Noorwegen | Toppserien     | 9           | 0          |
| Totaal     | Totaal            | Totaal    | Totaal         | 52          | 1          |

Laatste update: dec 2023

## Internationaal
Selma Pettersen is als jeugdinternational uitgekomen voor de teams van Noorwegen onder 15, onder 19 en onder 23.
Pettersen maakte onderdeel uit van de selectie van Noorwegen onder 19 dat de finale haalde in 2022 op het EK onder 19